# Municipio de Richland (condado de Warren)
El municipio de Richland (en inglés: Richland Township) es un municipio ubicado en el condado de Warren en el estado estadounidense de Iowa. En el año 2010 tenía una población de 1260 habitantes y una densidad poblacional de 16,76 personas por km².

## Geografía
El municipio de Richland se encuentra ubicado en las coordenadas 41°27′47″N 93°23′21″O / 41.46306, -93.38917. Según la Oficina del Censo de los Estados Unidos, el municipio tiene una superficie total de 75.17 km², de la cual 73,18 km² corresponden a tierra firme y (2,65 %) 1,99 km² es agua.

## Demografía
Según el censo de 2010, había 1260 personas residiendo en el municipio de Richland. La densidad de población era de 16,76 hab./km². De los 1260 habitantes, el municipio de Richland estaba compuesto por el 96,43 % blancos, el 0,56 % eran afroamericanos, el 0,4 % eran amerindios, el 0,48 % eran asiáticos, el 1,03 % eran de otras razas y el 1,11 % eran de una mezcla de razas. Del total de la población el 2,62 % eran hispanos o latinos de cualquier raza.